# Тимпан
Тимпани су мембранофони ударачки инструменти. Данас су најважнији инструмент из групе удараљки у савременом оркестру.

## Конструкција

### Основни тимпани
Основни тимпан се састоји од главе бубња затегнуте преко отвора посуде која је типично направљена од бакра или, у јефтинијим моделима, од фибергласа или алуминијума. У Хорнбостел-Заксовој класификацији, ово чини тимпанске мембранофоне. Глава је причвршћена за обруч (који се назива и месни обруч), који се заузврат држи на посуди помоћу контра обруча. Контра-обруч се обично држи на месту бројним шрафовима за подешавање који се називају затезним шипкама постављеним редовно по ободу. Напетост главе се може подесити отпуштањем или затезањем шипки. Већина тимпана има шест до осам затезних шипки.
Облик и материјал површине посуде помажу у одређивању тимбра бубња. На пример, хемисферне посуде производе светлије тонове, док параболичне чиније производе тамније тонове. Модерни тимпани се углавном праве од бакра због његове ефикасне регулације унутрашњих и спољашњих температура у односу на алуминијум и фиберглас.

### Машински тимпани
Промена висине тимпана окретањем сваке затезне шипке појединачно је напоран процес. Крајем 19. века развијени су механички системи за промену напетости целе главе одједном. Сваки тимпан опремљен таквим системом може се сматрати машинским тимпаном, иако се овај термин обично односи на бубњеве који користе ручку повезану са механизмом за подешавање типа паука.

## Историја
Први тимпани који су се употребљавали у оркестру, били су они којима се служило у војсци. Полулоптасти котао био је углавном покривен магарећом кожом, понекад јагњећом, козјом или телећом. Ове де последње врсте коже се најчешће користе, нарочито телећа. У новије време су неки произвођачи инструмената (Америка, Енглеска, Француска) почели да покривају тимпане, добоше, там-таме итд. пластичном мембраном. На ове мембране не утиче промена темпераруре онако како утиче на животињске коже. Због тога је њихова напетост увек једнака и тон се не мења.
Крајем 16. века европски мајстори за производњу тимпана увели су важну промену да би заменили начин оријенталног затезања помоћу кожних каиша. Учврстили су на врху зделе известан број (6, 7, 8 и 10, већ према величини) матица за завртње, држећи кожу гвозденим обручем причвршћеним истим бројем завртања, који су се по вољи затезали или попуштали да би се повисио или снизио тон. Из ове епохе потиче уштимавање тимпана у „тоници и доминанти“.
Кастнер признаје да и поред свих истраживања није могао да сазна који је композитор први увео тимпане у оркестар. Ипак, он указује да Хорон и Фајол у свом Историјском речнику музичара говоре да је Лили увео у концерте добоше и тимпане. Опште је мишљење да је Лили увео први пут тимпане у оркестар, приликом извођења своје опере Тезеј, 1675. Али Пјер Керби упозорава да је у Енглеској приказивање Психе од Локеа (1673) овако било најављено: „Песме и игре са пратњом за ансамбл тимпана, дувачких инструмената, виолина итд.". С друге стране, на листи од 53 музичара који су били ангажовани за „велику маску“ дату у Вајтхолу 1674, појављује се име Валтера Ванбритеа, тимпанисте.
У овој епохи тимпани су се употребљавали у коњичким пуковима. Нема сумње да из тога потиче навика, која се дуго сачувала у оркестру, да трубе свирају заједно са тимпанима. Ова се навика објашњава тиме што су у прошлости тимпани употребљавани само за марширање, опонашање топова, грмљавине, или за ратничке сцене. Касније су коришћени и у другим композицијама, али су и даље допуњавали трубе.
Јохан Себастијан Бах је око 1729. употребљавао тимпане у оркестру, али искључиво са трубама на „тути“ и „форте“ местима.
Хајдн и Моцарт дају тимпанима у оркестрацији својих симфонија важно место и постижу нове ефекте.
Бетовен их користи у својим симфонијама и другим делима (посебно у Петој, Шестој, Седмој, Деветој симфонији и Миси солемнис).
Романтизам признаје вредност ових драгоцених инструмената и одређује им у оркестру значајну улогу, достојне њихове посебне звучности и њихових ритмичких својстава. Антон Рајха, пореклом Чех, професор фуге и контрапункта на париском Конзерваторијуму, употребио је 1775, за пратњу једне Оде Шилеру, осам тимпана које су свирала четири извођача.
Мајербер први користи четири тимпана на којима је свирао само један извођач у Роберту врагу, 1831. и Пророку, 1849.
Берлиоз у Фантастичној симфонији, користи четири тимпана у које ударају четири тимпаниста и то у Сцени на пољима, и четири тимпана са два тимпаниста у Вештичијем поселу. У Великој посмртној миси употребљава за став Туба мирум осам пари тимпана (на два пара свирала су четири извођача, а од шест осталих извођача сваки је свирао на по једном пару тимпана; укупно десет тимпаниста за шеснаест тимпана).
Вагнер у Тетралогији користи два пара тимпана на којима свирају два тимпаниста.
Прије ових аутора Ј. Ф. Рајхард употребио је више парова тимпана у посмртној кантати писаној поводом смрти Фридриха Великог.
Опат Воглер и Шпор, међу осталима, често су уводили четири или шест тимпана у свој оркестар.
Пошто су у прошлости композитори имали на располагању више тимпаниста, они су се служили честим променама тонова. Од 19. века усавршавање различитих модела механичких тимпана смањило је број извођача. Тамо где је раније било за четири тимпана два тимпаниста, сада је један довољан (изузев ако композитори не пишу две или три одвојене деонице за тимпане, што налазимо код Берлиоза и Вагнера, али је такав случај врло редак у модерној музици).
У савременој музици употреба четири или пет тимпана веома је честа (пети је већином мали тимпан са високим тоновима). Композитори могу писати веома сложене деонице, јер је садашња конструкција тимпана са педалом веома напредовала, што олакшава задатак извођачима и омогућава им да веома брзо и нечујно промене висине тонова.